# El País (1932)
El País va ser un diari que es va publicar a Pontevedra entre 1932 e 1936. Subtitulat Diario republicano, canvià després a Diario republicano de la tarde per a denominar-se en els darrers anys Diario de la tarde.

## Història i característiques
Va substituir el diari El Pueblo. Aparegué l'1 de desembre de 1932, i el seu fundador, propietari i director era Maximiliano Pérez Prego. En 1935 es va fer càrrec de la direcció durant un breu període Roberto Blanco Torres. El País cessà la seva publicació en juliol de 1936.
De tendència republicana, fou portaveu del Partit Republicà Gallec i posteriorment defensà Izquierda Republicana.
Entre els seus col·laboradors destaquen Gerardo Álvarez Gallego, Roberto Castrovido Sanz, Juan García Morales, Ken Keirades, Eugenio López Aydillo, Ramón Otero Pedrayo, Joaquín Poza Juncal, Indalecio Prieto, Ramón Suárez Picallo, Antón Villar Ponte i Antonio Zozaya.